# Björn Heuser

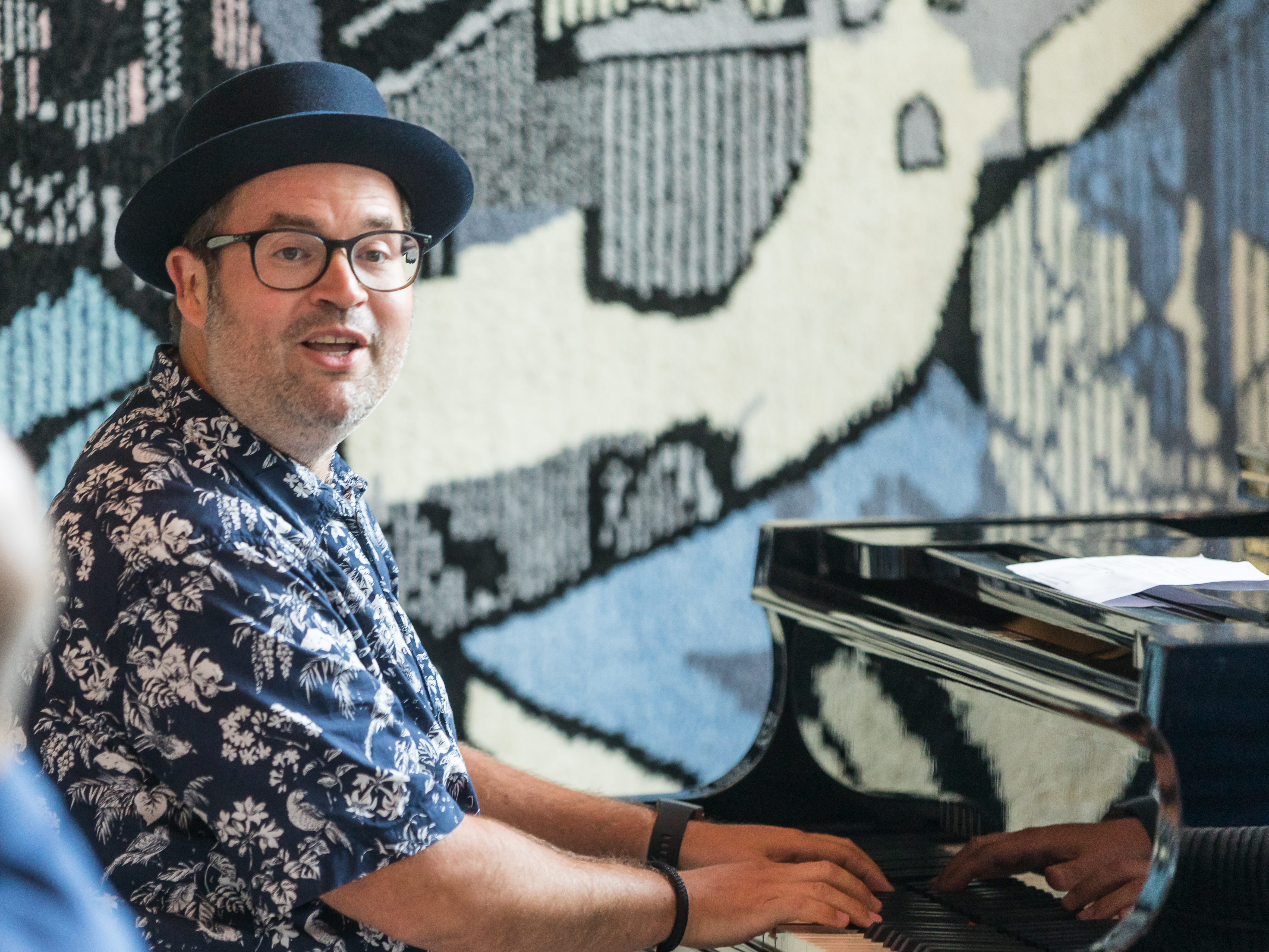
Björn Heuser am Klavier, 2021

Björn Heuser (* 7. Februar 1982 in Köln) ist ein deutscher Künstler, Liedermacher und Komponist.
Er veranstaltet unter anderem jeden Freitag Mitsingkonzerte im Kölner Brauhaus Gaffel am Dom. Dort singt er neben eigenen Songs, Lieder der Bläck Fööss, Höhner und anderen Kölner Bands und begleitet sich dabei auf der Gitarre. Im Rheinenergiestadion singt er regelmäßig vor den Heimspielen des 1. FC Köln mit knapp 50.000 Menschen, mit seinem Konzertformat „Kölle singt“ gastiert er seit 2016 in der stets ausverkauften LanxessArena in Köln. Dort ist er auch Rekordhalter des Publikumsrekordes.
Neben seinen Mitsingkonzerten betätigt er sich als Liedermacher und schrieb Songs u. a. mit und für die Bläck Fööss, Paveier, Zeltinger Band, Klüngelköpp, Funky Marys und viele andere kölsche Künstler. Darüber hinaus veröffentlichte Heuser zahlreiche Alben mit kölschen Songs.

## Diskografie
- 2008: Kenia
- 2012: Live im Gaffel am Dom
- 2014: Endlich Freitag! : Björn Heuser live!
- 2016: Kölle singt – Live in der Lanxess Arena
- 2017: Zick Es Jlöck
- 2018: Himmel Övver Kölle
- 2019: Kopp Voll Dräum
- 2022: Cafe´Schmitz
- 2024: Stadtmusikant

als Björns Bärenbande (Kinderlieder)
- 2010: Björns Bärenbande im Zoo!
- 2012: Björns Bärenbande im Sommer!
- 2014: Björns Bärenbande … im Winter!